# Sombrerete
Sombrerete is een stad in de Mexicaanse deelstaat Zacatecas. Sombrerete is de hoofdplaats van de gemeente Sombrerete en heeft 19.353 inwoners (census 2005).
De regio wordt van oudsher bewoond door Huichol-indianen. Sombrerete werd gesticht in de 16e eeuw wegens de rijke zilveraders in de omgeving. De stad is bekend om haar koloniale architectuur.